# Dryadella
Dryadella là một chi lan trong họ Orchidaceae. Có khoảng 40 loài, phân bố từ miền nam México đến miền nam Brasil và miền bắc Argentina.

## Các loài
- Dryadella albicans  (Luer) Luer (1978)
- Dryadella ana-paulae  V.P.Castro (2004)
- Dryadella aurea  Luer & Hirtz (1999)
- Dryadella auriculigera  (Rchb.f.) Luer (1978)
- Dryadella aviceps  (Rchb.f.) Luer (1978)
- Dryadella barrowii  Luer (2005)
- Dryadella butcheri  Luer (1999)
- Dryadella clavellata  Luer & Hirtz (2005)
- Dryadella crassicaudata  Luer (2005)
- Dryadella crenulata  (Pabst) Luer (1978)
- Dryadella cristata  Luer & R.Escobar (1982)
- Dryadella cuspidata  Luer & Hirtz (1999)
- Dryadella dodsonii  Luer (1999)
- Dryadella dressleri  Luer (1999)
- Dryadella edwallii  (Cogn.) Luer (1978)
- Dryadella elata  (Luer) Luer (1978)
- Dryadella espirit o-santensis (Pabst) Luer (1978)
- Dryadella fuchsii  Luer (1999)
- Dryadella gnoma  (Luer) Luer (1978)
- Dryadella gomes-ferreirae  (Pabst) Luer (1978)
- Dryadella greenwoodiana  Soto Arenas (2002)
- Dryadella guatemalensis  (Schltr.) Luer (1978)
- Dryadella hirtzii  Luer (1980)
- Dryadella kautskyi  (Pabst) Luer (1978)
- Dryadella lilliputiana  (Cogn.) Luer (1978)
- Dryadella linearifolia  (Ames) Luer (1978)
- Dryadella litoralis  Campacci (2007)
- Dryadella lueriana  Carnevali & G.A.Romero (1991)
- Dryadella marilyniana  Luer (2006)
- Dryadella marsupiata  Luer (1982)
- Dryadella meiracyllium  (Rchb.f.) Luer (1978)
- Dryadella minuscula  Luer & R.Escobar (1978)
- Dryadella mocoana  Luer & R.Escobar (2005)
- Dryadella nasuta  Luer & Hirtz (2005)
- Dryadella nortonii  Luer (2005)
- Dryadella odontostele  Luer (1996)
- Dryadella osmariniana  (Braga) Garay & Dunst. (1979)
- Dryadella pachyrhiza  Luer & Hirtz (1999)
- Dryadella perpusilla  (Kraenzl.) Luer cepted
- Dryadella pusiola  (Rchb.f.) Luer (1978)
- Dryadella rodrigoi  Luer (1999)
- Dryadella simula  (Rchb.f.) Luer (1978)
- Dryadella sororcula  Luer (1996)
- Dryadella sublata  Luer & J.Portilla (2005)
- Dryadella summersii  (L.O.Williams) Luer (1978)
- Dryadella susanae  (Pabst) Luer (1978)
- Dryadella toscanoi  Luer (2005)
- Dryadella vasquezii  Luer (2005)
- Dryadella verrucosa  Luer & R.Escobar (1999)
- Dryadella vitorinoi  Luer & Toscano (2002)
- Dryadella werneri  Luer (2001)
- Dryadella wuerstlei  Luer (2005)
- Dryadella zebrina  (Porsch) Luer (1978)

## Hình ảnh

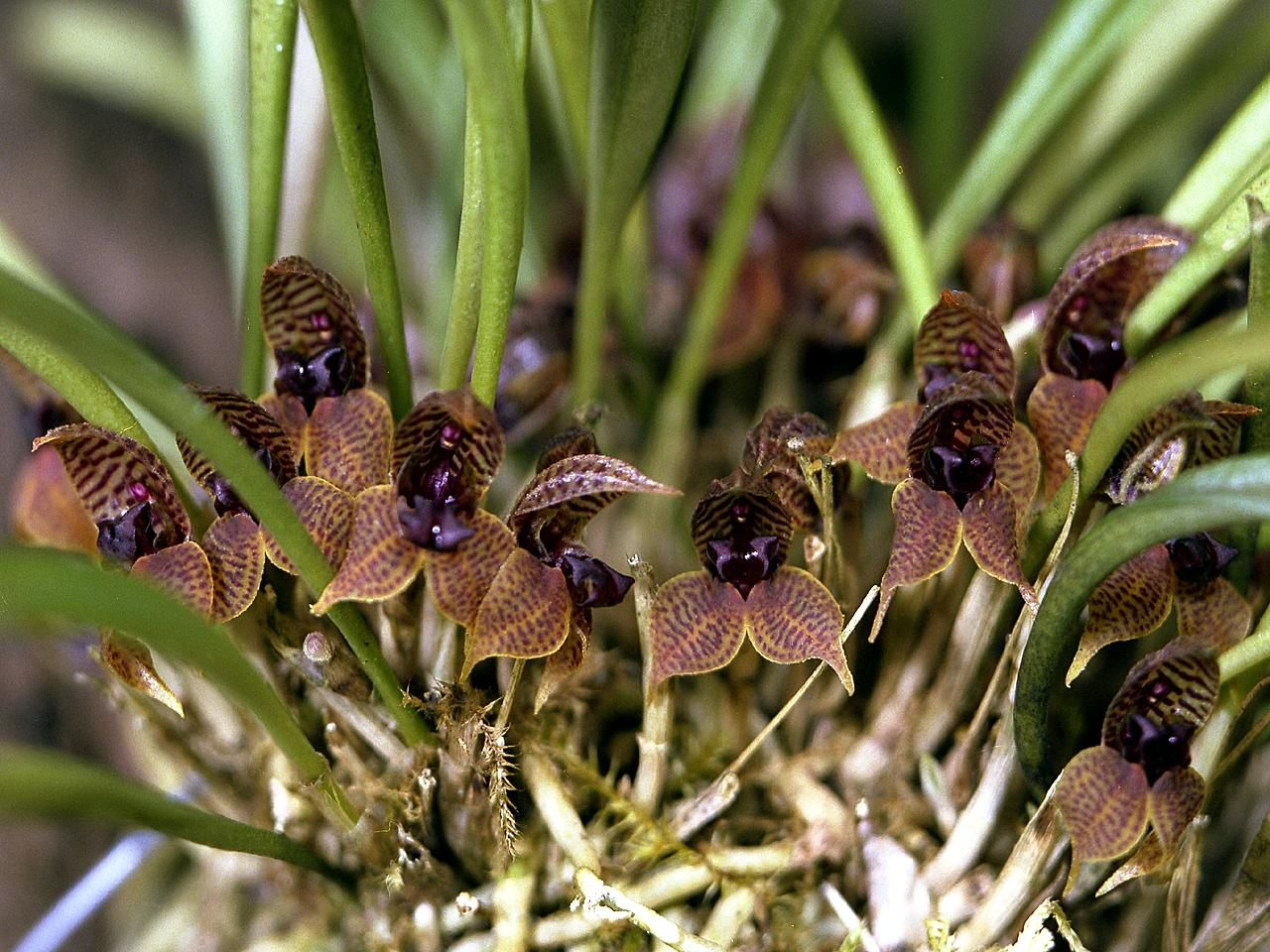
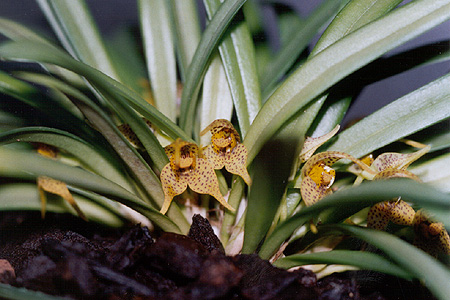